# Annekatrin Thiele
Annekatrin Thiele (født 18. oktober 1984) er en tysk roer, som har vundet en række internationale medaljer.
Thieles første store internationale resultater kom, da hun vandt hun VM-sølv for U/23 i 2004 i dobbeltsculler, og året efter vandt hun igen VM-sølv for U/23, denne gang i dobbeltfirer.
Hun deltog første gang i OL i 2008 i Beijing, hvor hun roede dobbeltsculler sammen med Christiane Huth. Duoen blev nummer to i indledende heat og igen i deres opsamlingsheat, hvilket var nok til at give finalekvalifikation. I indledende heat blev de slået af de newzealandske tvillinger Georgina og Caroline Evers-Swindell, der var regerende olympiske mestre, og men i finalen roede de to tyskere lige op med newzealænderne, og der måtte målfoto til for at afgøre, at newzealænderne akkurat kom først og vandt guld, mens Thiele og Huth fik sølv og briterne Elise Laverick og Anna Bebington bronze.
Til 2009-sæsonen kom Thiele med i den tyske dobbeltfirer, og med denne vandt hun VM-bronze samme år. I 2010 var hun igen tilbage i dobbeltsculleren og vandt EM-guld dette år, mens hun i 2011 roede singlesculler og blandt andet blev nummer seks ved VM.
Thiele var med for Tyskland ved Sommer-OL 2012 i London i dobbeltfireren sammen med Carina Bär, Julia Richter og Britta Oppelt. Tyskerne vandt deres indledende heat, men i finalen måtte de se sig besejret af Ukraine, der vandt med et forspring på over to sekunder, mens tyskerne på andenpladsen havde held med at holde USA efter sig på tredjepladsen.
Den tyske dobbeltfirer med Thiele ombord fortsatte med i 2013 at blive både europa- og verdensmestre. I 2014 blev de verdensmestre, og i blev de igen 2015 europamestre og vandt VM-sølv.
Ved OL 2016 i Rio de Janeiro stillede tyskerne op med Thiele og Bär, der var gengangere fra OL 2012, sammen med Julia Lier og Lisa Schmidla. De vandt deres indledende heat, og i finalen vandt de med næsten et sekund ned til Holland på andenpladsen, mens den polske båd var yderligere et halvt sekund bagud.
Fra 2017 var Thiele tilbage i singlesculleren og samme år vandt hun EM-bronze, mens resultaterne de næste par år var knap så prangende. Fra 2020 roede hun dobbeltsculler med Leonie Menzel, og duoen kvalificerede sig ved et stævne i 2021 med en andenplads til det udsatte OL 2020, der blev afholdt senere på året. Ved legene i Tokyo kom Thiele og Menzel via en andenplads i opsamlingsheat til semifinalen, hvor de blev sidst, og senere blev de nummer fem i B-finalen.